# 에리마
에리마(독일어: Erima)는 독일의 의류 회사이자 관련 브랜드이다. 각종 스포츠 용품을 판매하고 있다.